# Lombardei-Rundfahrt 2022
Die Lombardei-Rundfahrt 2022 war die 116. Austragung des italienischen Eintagesrennens. Das Rennen fand am 8. Oktober statt und war Teil der UCI WorldTour 2022. Die Lombardei-Rundfahrt gehört wie Mailand–Sanremo, Paris–Roubaix, die Flandern-Rundfahrt und Lüttich–Bastogne–Lüttich zu den Monumenten des Radsports.

## Teilnehmende Mannschaften und Fahrer
Neben den 18 UCI WorldTeams starten auch 7 UCI ProTeams bei dem Rennen. Für jedes Team waren sieben Fahrer startberechtigt, wobei Andrij Ponomar (Drone Hopper-Androni Giocattoli) nicht an den Start ging. Von den 174 gestarteten Fahrern erreichten 107 das Ziel im vorgegebenen Zeitlimit
Mit Tadej Pogačar (UAE Team Emirates), Jakob Fuglsang (Israel-Premier Tech), Bauke Mollema (Trek-Segafredo) und Vincenzo Nibali (Astana Qazaqstan) standen fünf ehemalige Sieger am Start.
Zu den Favoriten zählten der Titelverteidiger Tadej Pogačar und der amtierende Tour-de-France-Sieger Jonas Vingegaard (Jumbo-Visma). Hinzu kamen die Bergspezialisten Adam Yates, Carlos Rodríguez, Daniel Felipe Martínez, Pavel Sivakov (alle Ineos Grenadiers), Enric Mas (Movistar), Alexander Wlassow, Sergio Higuita, Wilco Kelderman (alle Bora-hansgrohe), Romain Bardet, Thymen Arensman (beide DSM), Bauke Mollema (Trek-Segafredo) Rigoberto Urán (EF Education-EasyPost), Jakob Fuglsang, Michael Woods (Israel-Premier Tech), Miguel Ángel López (Astana Qazaqstan), Mikel Landa, Wout Poels, Gino Mäder (alle Bahrain Victorious), Guillaume Martin (Cofidis), Warren Barguil (Arkéa-Samsic) und Jay Vine (Alpecin-Deceuninck).
Weiters starteten mit Julian Alaphilippe, Andrea Bagioli (beide Quick-Step Alpha Vinyl), Marc Hirschi (UAE Team Emirates), Quinten Hermans (Intermarché-Wanty-Gobert Matériaux) und Mattias Skjelmose Jensen (Trek-Segafredo) auch einige endschnelle Fahrer. Mit Matej Mohorič (Bahrain Victorious) nahm auch der amtierenden Sieger von Mailand–Sanremo das Rennen in Angriff. Sowohl Vincenzo Nibali als auch Alejandro Valverde (Movistar) bestritten bei der Lombardei-Rundfahrt das letzte Rennen ihrer Karriere. Die beiden galten im Kampf um den Sieg jedoch als Außenseiter.

## Streckenführung
Die Strecke führte von Bergamo über 253 Kilometer nach Como. Dabei wurden zuerst die Bergamasker-Alpen befahren, ehe es ins Triangolo Lariano ging. Die Streckenführung unterschied sich stark vom Vorjahr, da erneut Como anstelle von Bergamo als Zielort diente. Die Muro di Sormano war erneut kein Bestandteil des Rennens.
Der neutralisierte Start in Bergamo erfolgte auf der Largo Gianandrea Gavazzeni vor dem Teatro Gaetano Donizetti. Im Anschluss ging es auf die Viale Papa Giovanni XXIII, wobei das Porta Nuova durchfahren und die Santa Maria Immacolata delle Grazie passiert wurde. Vor dem Bahnhof von Bergamo bogen die Fahrer links ab, ehe sie auf die SS42 gelangten, auf der der offizielle Start nach 2,7 Kilometern freigegeben wurde.
Die ersten 20 Kilometer verliefen flach durch San Paolo d’Argon und Trescore Balneario, ehe kurz nach Casazza die Auffahrt zum Forcellino di Bianzano (665 m) begann. Nach der anschließenden Abfahrt erreichten die Fahrer Cene und Gazzaniga, wo nach rund 40 gefahrenen Kilometern der Passo di Ganda in Angriff genommen wurde. Mit 1059 Metern Höhe, bildete dieser den höchsten Punkt des Rennens und wies auf seiner Länge von 9,2 Kilometern eine durchschnittliche Steigung von 7,2 % auf. Nachdem die Kuppe bei Kilometer 49,6 überquert wurde, folgte ein leicht abfallendes Plateau, dem die Fahrer bis Serina folgten. Nun ging es auf einer kurzen Gegensteigung nach Dossena (1051 m), ehe eine längere Abfahrt nach San Giovanni Bianco führte. Die Straße begann nach 85 gefahrenen Kilometern erneut zu steigen und führte über Olda (810 m) auf den Forcella di Bura (884 m), der nach rund 105 Kilometern überquert wurde. Nach der Abfahrt erreichten die Fahrer Val Brembilla, wo die Straße erneut zu steigen begann und auf den Colle di Berbenno (697 m) führte. Dieser wies auf einer Länge von sechs Kilometern eine Durchschnittssteigung von etwa 5 % auf und wurde nach 120,6 Kilometern erreicht. Nachdem mit dem Colle di Berbenno der fünfte Anstieg überquert wurde, verließ die Strecke die Bergamasker-Alpen und führte über Almenno San Salvatore nach Cisano Bergamasco. Bei San Gottardo (403 m) passierten die Fahrer eine kurze flache Steigung, ehe sie entlang der Adda fuhren und Lecco im Westen passierten. Bei Malgrate wurde nach 164,4 gefahrenen Kilometern der Comer See erreicht. Nun führte die Strecke entlang des Ufers auf der SP583 in Richtung Norden und verlief dabei durch zwei längere Tunnel. Kurz vor Bellagio erreichte die Strecke ihren nördlichsten Punkt, ehe nach 183,5 Kilometern der Anstieg zur Madonna del Ghisallo (758 m) in Angriff genommen wurde.
Nach rund 50 flachen Kilometern begann die Straße nun wieder anzusteigen und führte über 8,6 Kilometer mit einer durchschnittlichen Steigung von 6,2 %. Die ersten drei, sowie die letzten zwei Kilometer sanken im Schnitt nicht unter 9 %, während dazwischen ein rund drei Kilometer langes Flachstück befahren wurde, dass den Steigungsschnitt drückte. Die Kuppe der Madonna del Ghisallo wurde 60,8 Kilometer vor dem Ziel überquert, ehe es auf einer flachen Abfahrt nach Asso ging. Auf der weiteren Fahrt Richtung Westen wurden Erba und Tavernerio durchfahren, ehe die Fahrer Como 33 Kilometer vor dem Ziel erreichten. Auf der Via Borgo Vico bogen sie anschließend links ab und nahmen die Auffahrt nach San Fermo della Battaglia (397 m) zum ersten Mal in Angriff. Der Anstieg führte über die Via XXVII Maggio, die auf einer Länge von 2,7 Kilometern eine durchschnittliche Steigung von 7,2 % aufwies. Nachdem die Kuppe 27,3 Kilometer vor dem Ziel überquert wurde, folgte eine Abfahrt mit langgezogenen Kurven, die vorbei an der Villa Olmo zurück nach Como führte. Die Fahrer erreichten die erste Zielpassage, fuhren jedoch weiter und gelangten wenig später zum Fuße der Steigung von Civiglio (613 m). Dieser Anstieg wies eine durchschnittliche Steigung von 9,7 % auf einer Distanz von 4,2 Kilometer auf und beinhaltete im oberen Teil Rampen von bis zu 14 %. Civiglio wurde 16,7 Kilometer vor dem Ziel erreicht, ehe eine technisch anspruchsvolle Abfahrt auf schmalen Straßen zurück nach Como führte. Nun musste der Anstieg nach San Fermo della Battaglia ein zweites Mal passiert werden, ehe die letzten drei Kilometer bergab zur Ziellinie auf der Lungo Lario Trento führten.
| # |                           | Kilometer | Höhe (m) | Läng (km) | Ø Steigung | max. Steigung |
| - | ------------------------- | --------- | -------- | --------- | ---------- | ------------- |
| 1 | Forcellino di Bianzano    | 29,7      | 665      | 6         | 5,1 %      |               |
| 2 | Passo di Ganda            | 49,6      | 1059     | 9,2       | 7,2 %      | 15 %          |
| 3 | Dossena                   | 69,6      | 1051     | 5,4       | 4,8 %      |               |
| 4 | Forcella di Bura          | 105,1     | 884      | 20,2      | 2,4 %      |               |
| 5 | Colle di Berbenno         | 120,6     | 679      | 6         | 4,7 %      |               |
| 6 | Madonna del Ghisallo      | 192,2     | 758      | 8,6       | 6,2 %      | 14 %          |
| 7 | San Fermo della Battaglia | 225,7     | 397      | 2,7       | 7,7 %      | 10 %          |
|   | Zieldurchfahrt            | 231       |          |           |            |               |
| 8 | Civiglio                  | 236,3     | 613      | 4,2       | 9,7 %      | 14 %          |
| 9 | San Fermo della Battaglia | 247,8     | 397      | 2,7       | 7,7 %      | 10 %          |
|   | Ziel                      | 253       |          |           |            |               |

## Rennverlauf und Ergebnis
Frühe Rennphase
Unmittelbar nach dem Start setzten sich mit Christian Scaroni (Astana Qazaqstan), Alex Tolio (Bardiani CSF Faizanè) und Simone Ravanelli (Drone Hopper-Androni Giocattoli) drei Fahrer vom Hauptfeld ab. Auf dem ersten Anstieg, dem Forcellino di Bianzano (665 m), schlossen mit Kenny Elissonde (Trek-Segafredo), Lawson Craddock (BikeExchange-Jayco), Alessandro De Marchi (Israel-Premier Tech), Davide Bais (Eolo-Kometa), Natnael Tesfatsion (Drone Hopper-Androni Giocattoli) und Luca Covili (Bardiani CSF Faizanè) sechs weitere Fahrer zur Spitze auf, ehe auch Aurélien Paret-Peintre (AG2R Citroën) als zehnter und letzte Fahrer im Anstieg des Passo Ganda (1059 m) zu der Ausreißergruppe hinzukam. Die Spitzengruppe überquerte den höchsten Punkt des Rennens rund 200 Kilometer vor dem Ziel mit einem Vorsprung von rund fünf Minuten auf das Hauptfeld.
Auf den anschließenden hügligen Kilometern übernahmen die Mannschaften Movistar, Jumbo-Visma und UAE Team Emirates die Nachführarbeit im Peloton, wodurch der Vorsprung auf rund drei Minuten schmolz. In der Abfahrt der Forcella di Bura (884 m) kamen sowohl Mikel Nieve (Caja Rural-Seguros RGA) als auch Domenico Pozzovivo (Intermarché-Wanty-Gobert Matériaux) zu Sturz und mussten das Rennen aufgeben. Nachdem die Spitzengruppe den Colle di Berbenno (697 m) überquert hatte, zerfiel sie kurzzeitig rund 100 Kilometer vor dem Ziel auf dem anschließenden Flachstück. Mit Alex Tolio wurde jedoch nur ein Fahrer abgehängt, der wenig später vom Hauptfeld gestellt wurde, dessen Rückstand zwischenzeitlich auf unter zwei Minuten geschmolzen war.
Vorentscheidung
Die verbliebenen Ausreißer wurden rund 70 Kilometer vor dem Ziel noch vor dem Anstieg von Madonna del Ghisallo (758 m) vom Hauptfeld gestellt. Im Anschluss forcierten die Mannschaften Jumbo-Visma und UAE Team Emirates das Tempo, wodurch das Fahrerfeld im Anstieg zerfiel. An der Spitze des Rennens verblieb eine Gruppe von rund sechzig Fahrern, die nach der Kuppe angeführt von dem UAE Team Emirates in Richtung Como fuhr. Das Tempo blieb weiter hoch und rund 30 Kilometer vor dem Ziel ging es zum ersten Mal bergauf nach San Fermo della Battaglia (397 m). Marc Hirschi (UAE Team Emirates) führte die Hauptgruppe über den Anstieg, aus der weitere Fahrer zurückfielen. Bei der ersten Zielpassage, 22 Kilometer vor dem Ziel waren nur noch rund 40 Fahrer in der ersten Gruppe vertreten.
Finale
Rund 20 Kilometer vor dem Ziel folgte mit der Auffahrt nach Civiglio (613 m) der letzte größere Anstieg des Tages. Am Fuße des Anstiegs übernahm Matteo Fabbro (Bora-hansgrohe) die Tempoarbeit, was dazu führte, dass mit Damiano Caruso (Bahrain Victorious), Julian Alaphilippe (Quick-Step Alpha Vinyl), Guillaume Martin (Cofidis) und Warren Barguil (Arkéa-Samsic) die ersten Mitfavoriten zurückfielen. Auch der zweimalige Sieger der Lombardei-Rundfahrt Vincenzo Nibali (Astana Qazaqstan) musste die Gruppe bei seinem letzten Rennen ziehen lassen. Nachdem Matteo Fabbro seine Arbeit getan hatte, übernahm mit Davide Formolo erneut ein Fahrer des UAE Team Emirates die Tempoarbeit und zog das Fahrerfeld weiter in die Länge. Einzig sein Kapitän Tadej Pogačar, Mikel Landa (Bahrain Victorious) und Enric Mas (Movistar) konnten dem Hinterrad des Italieners folgen, während Jonas Vingegaard (Jumbo-Visma) versuchte die Lücke zu schließen. Dies gelang dem Tour-de-France-Sieger jedoch nicht, da Tadej Pogačar wenig später rund 19 Kilometer vor dem Ziel Angriff. Der Titelverteidiger setzte sich zunächst gemeinsam mit Enric Mas weiter ab, ehe Mikel Landa erneut zu den beiden Spitzenreitern aufschloss. Hinter dem Spitzen-Trio wurde die Lücke zu Jonas Vingegaard und den anderen Favoriten immer größer. Rund zwei Kilometer vor dem höchsten Punkt griff Enric Mas an, konnte Tadej Pogačar jedoch nicht distanzieren. Die beiden gingen gemeinsam in die Abfahrt, auf der auch Mikel Landa noch einmal zu den beiden Aufschloss.
Das Spitzen-Trio hatte zwischenzeitlich einen Vorsprung von über einer halben Minute auf ihre ersten Verfolger herausgefahren und nahm rund sieben Kilometer vor dem Ziel erneut den Anstieg nach San Fermo della Battaglia in Angriff. Enric Mas versuchte sich erneut abzusetzen, konnte sich jedoch nicht von Tadej Pogačar lösen. Mikel Landa hingegen musste erneut abreißen lassen und erreichte die Kuppe mit einem Rückstand von rund 15 Sekunden. Enric Mas und Tadej Pogačar liesen den Basken auf den letzten fünf Kilometern nicht mehr herankommen und so fiel die Entscheidung zwischen den beiden im Sprint. Tadej Pogačar fuhr auf der ersten Position auf der Zielgerade, ehe Enric Mas rund 200 Meter vor dem Ziel den Sprint eröffnete. Der Spanier konnte jedoch nicht an dem Slowenen vorbei fahren und musste sich geschlagen geben, während Tadej Pogačar seinen Titel verteidigte und nach 2021 seine zweite Lombardei-Rundfahrt gewann. Platz drei ging an Mikel Landa mit einem Rückstand von zehn Sekunden.
| Platz | Fahrer                 | Nation | Team                        | Zeit                  |
| ----- | ---------------------- | ------ | --------------------------- | --------------------- |
| 01.   | Tadej Pogačar          | SLO    | UAE Team Emirates           | 6:21:22 h (39,8 km/h) |
| 02.   | Enric Mas              | ESP    | Movistar Team               | "                     |
| 03.   | Mikel Landa            | ESP    | Bahrain Victorious          | + 0:10 min            |
| 04.   | Sergio Higuita         | COL    | Bora-hansgrohe              | + 0:52 min            |
| 05.   | Carlos Rodríguez       | ESP    | Ineos Grenadiers            | "                     |
| 06.   | Alejandro Valverde     | ESP    | Movistar Team               | + 1:24 min            |
| 07.   | Bauke Mollema          | NED    | Trek-Segafredo              | "                     |
| 08.   | Rudy Molard            | FRA    | Groupama-FDJ                | "                     |
| 09.   | Romain Bardet          | FRA    | Team DSM                    | "                     |
| 10.   | Adam Yates             | GBR    | Ineos Grenadiers            | + 1:26 min            |
| 11.   | Andrea Piccolo         | ITA    | EF Education-EasyPost       | + 1:58 min            |
| 12.   | Warren Barguil         | FRA    | Team Arkéa-Samsic           | "                     |
| 13.   | Ilan Van Wilder        | BEL    | Quick-Step Alpha Vinyl Team | "                     |
| 14.   | Clément Berthet        | FRA    | AG2R Citroën Team           | "                     |
| 15.   | Giulio Ciccone         | ITA    | Trek-Segafredo              | + 2:01 min            |
| 16.   | Jonas Vingegaard       | DEN    | Jumbo-Visma                 | + 2:03 min            |
| 17.   | Daniel Felipe Martínez | COL    | Ineos Grenadiers            | + 2:14 min            |
| 18.   | Alexander Wlassow      | RUS    | Bora-hansgrohe              | "                     |
| 19.   | Mikkel Frølich Honoré  | DEN    | Quick-Step Alpha Vinyl Team | "                     |
| 20.   | Mauri Vansevenant      | BEL    | Quick-Step Alpha Vinyl Team | "                     |